# Osvaldo Cross Protti
Oswaldo Cross Protti, nascido em 1925 em Rivera, é um ex-futebolista e treinador de futebol uruguaio. 
Marcou época como jogador do Bagé, e como treinador também dirigiu a equipe jalde-negra. Em sua passagem como treinador do Bagé, conquistou o título do Centenário da Cidade. Nesta conquista, Oswaldo Protti além de treinar a equipe, atuou como jogador na primeira partida da série (num total de 4 jogos).

## Títulos
- Campeão do Centenário:1959